# Sam Haughian
Sam Haughian (* 9. Juli 1979; † 23. April 2004 in Johannesburg) war ein britischer Langstreckenläufer.
1999 belegte er bei den Crosslauf-Weltmeisterschaften in Belfast auf der Kurzstrecke den 26. Platz.
Bei den Crosslauf-Europameisterschaften 2001 in Thun wurde er Sechster. 2002 wurde er englischer Meister im Crosslauf und belegte bei den Crosslauf-Weltmeisterschaften in Dublin auf der Langstrecke Rang 43. Über 5000 m wurde er bei den Commonwealth Games in Manchester, bei denen er für England startete, Fünfter und bei den Leichtathletik-Europameisterschaften in München Neunter.
2004 starb er bei einem Trainingslager in Südafrika an den Folgen eines Autounfalls. Olympiasieger Mo Farah, der zusammen mit ihm trainierte, bezeichnete ihn als sein größtes läuferisches Vorbild in seiner Jugend.

## Bestzeiten
- 3000 m: 7:57,24 min, 9. Juni 1999, Manchester
- 5000 m: 13:19,45 min, 31. Juli 2002, Manchester
- 10.000 m: 28:25,87 min, 6. April 2002, Camaiore